# Stephen Kibet
Stephen Kibet (ur. 9 listopada 1986) – kenijski lekkoatleta specjalizujący się w biegach długodystansowych.
Podczas mistrzostw świata w półmaratonie w Kawarnie (2012) zajął piąte miejsce oraz zdobył złoty medal w klasyfikacji drużynowej.
Rekordy życiowe: półmaraton – 58:54 (11 marca 2012, Haga); maraton – 2:08:05 (15 kwietnia 2012, Rotterdam).

## Osiągnięcia
| Rok  | Impreza                           | Miejsce | Konkurencja            | Lokata     | Wynik   |
| ---- | --------------------------------- | ------- | ---------------------- | ---------- | ------- |
| 2012 | Mistrzostwa świata w półmaratonie | Kawarna | półmaraton             | 5. miejsce | 1:01:40 |
| 2012 | Mistrzostwa świata w półmaratonie | Kawarna | półmaraton (drużynowo) | 1. miejsce | 3:03:52 |